# Donggong Shan
Donggong Shan (kinesiska: 洞宫山) är en bergskedja i Kina. Den ligger i den sydöstra delen av landet, 1 400 km söder om huvudstaden Peking.
Donggong Shan sträcker sig 128 km i nord-sydlig riktning. Den högsta toppen är Huangmaojian, 1 930 meter över havet.
Topografiskt ingår följande toppar i Donggong Shan:
- Baihejian
- Baishanzu
- Baiyanxia
- Baiyunjian
- Changgangtou
- Dadou Shan
- Daguangbei
- Datiantang
- Datou Shan
- Huangjinkenggang
- Huangmaojian
- Huangxiujian
- Nanshan Gang
- Ruoliaojian
- Shangshantou
- Shanyanjian
- Xian Shan
- Xianglu Shan
- Xianglujian